# Catalază

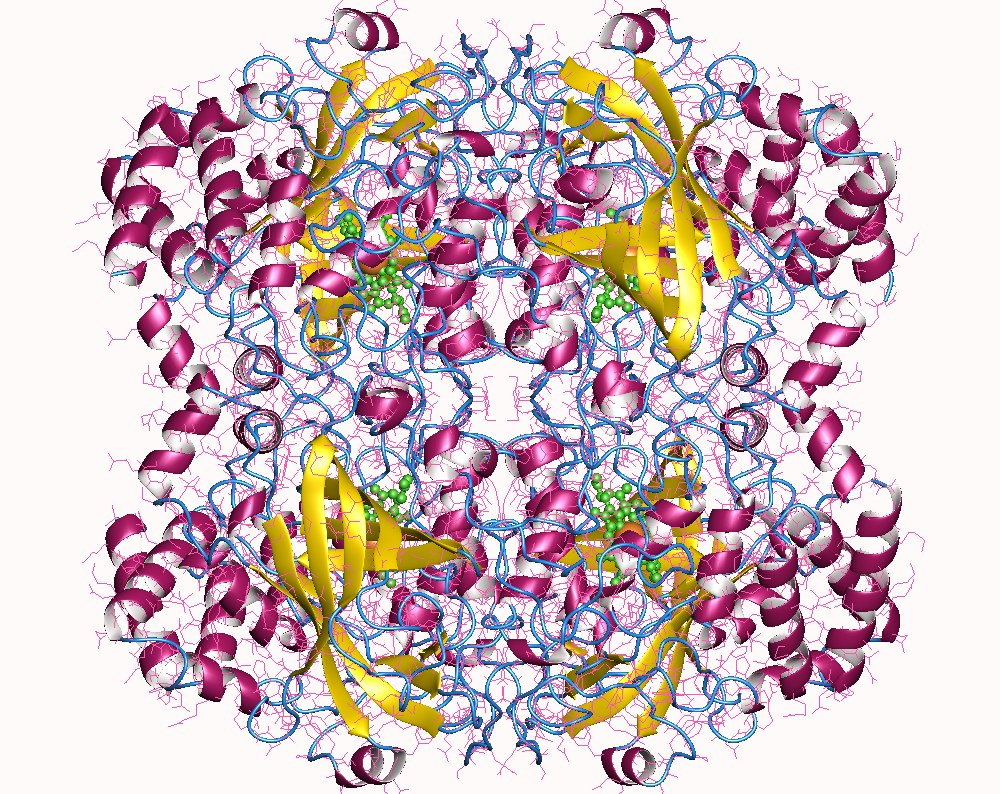
Catalaza tetramer din eritrocitul uman

Catalaza este o enzimă din clasa peroxidazelor ce catalizează descompunerea peroxidului de hidrogen („apă oxigenată”) în apă și oxigen. La majoritatea eucariotelor, ea este localizată în peroxizom. Molecula sa este un tetramer.
De reacția de catalizare se folosesc cel mai mult microbiologii pentru a putea diferenția intre stafilococii catalazo-pozitivi și cei catalazo-negativi.

## Structură chimică
Catalaza este o heteroproteină de tip hemoproteină, alcătuită din patru catene polipeptidice, conținând fiecare peste 500 de aminoacizi, și o grupare prostetică de tip porfirinic (hem), care permite reacția enzimei cu peroxidul de hidrogen.